# Мефодій Солунський
Методій Солунський (також Мефодій Моравський, в миру Михайло; грец. Μεθόδιος; 815, Фессалоніки, Візантійська імперія — 6 квітня 885, Велеград, Велика Моравія) — святий рівноапостольний, грецький місіонер, архієпископ Великої Моравії. Разом з братом Кирилом є творцем слов'янської абетки.

## Життєпис

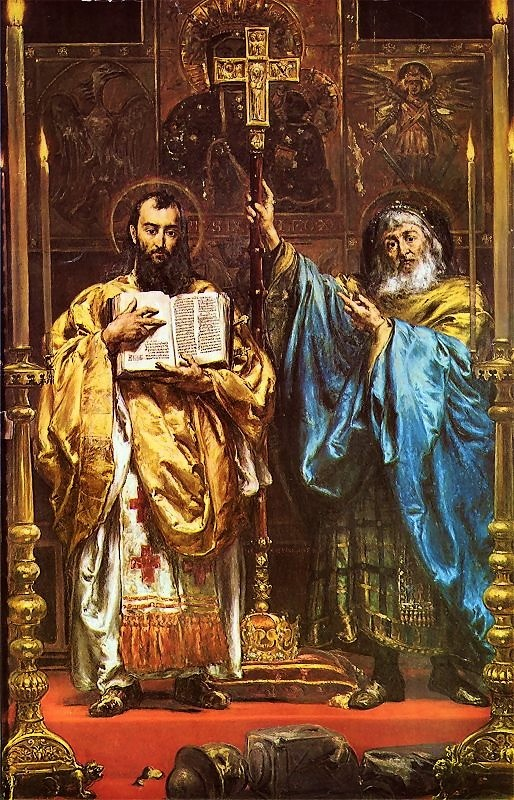
Кирило й Методій. Художник Ян Матейко

До постригу в ченці Михайло, користуючись підтримкою друга і покровителя сім'ї, великого логофета євнуха Феоктиста, зробив непогану військово-адміністративну кар'єру, яка увінчалася постом стратига Славінії, візантійської провінції, розташованої на території Македонії. Був викладачем у Константинопольському університеті.
Постригшись у ченці, став ігуменом монастиря «Поліхрон» на березі Мармурового моря. Влітку 863 року Кирило і Мефодій на запрошення великоморавського князя Ростислава переселились до Великої Моравії, щоб проповідувати християнство з дозволу Папи Римського Адріана II. Пізніше Папа Римський Іван VIII підтвердив цей дозвіл.
Мефодій був висвячений на архієпископа Великої Моравії і Панонії, і в 870 повернувся до Панонії. Внаслідок інтриг німецьких феодалів деякий час перебував в ув'язненні. В 882–884 рр. жив у Візантії. В середині 884 р. повернувся до Моравії, де перекладав Біблію на слов'янську мову.

## Вшанування пам'яті
Пам'ятник Святому Кирилу встановлений в місті Київ.
Пам'ятні дні — 6 квітня, 24 травня, 27 липня.